# Snegovoï
Le Snegovoï, en russe : Снеговой (littéralement « neigeux »), est un volcan bouclier situé au nord de la péninsule du Kamtchatka, à l'est de la Russie.